# Rue Dalou
Rue Dalou är en gata i Quartier Necker i Paris femtonde arrondissement. Gatan är uppkallad efter den franske skulptören Jules Dalou (1838–1902). Rue Dalou börjar vid Rue de Vaugirard 169 och slutar vid Rue Falguière 42.

## Omgivningar
- Saint-Jean-Baptiste-de-La-Salle
- Chapelle Saint-Bernard-de-Montparnasse
- Chapelle Notre-Dame-du-Lys
- Impasse de l'Enfant-Jésus
- Impasse Ronsin
- Rue Dulac

## Bilder
| - Gatuskylt. - Saint-Jean-Baptiste-de-La-Salle. |

## Kommunikationer
- Tunnelbana – linjerna   – Pasteur
- Tunnelbana – linje  – Falguière
- Busshållplats Pasteur – Falguière – Paris bussnät

### Webbkällor
- ”Rue Dalou”. Mairie de Paris. https://web.archive.org/web/20160303222108/http://www.v2asp.paris.fr/commun/v2asp/v2/nomenclature_voies/Voieactu/2515.nom.htm. Läst 4 december 2023.
- ”Rue Dalou (15ème arrondissement)”. Les rues de Paris. https://web.archive.org/web/20160408234934/http://www.parisrues.com/rues15/paris-15-rue-dalou.html. Läst 4 december 2023.